# Damsporten i Ord och Bild
Damsporten i Ord och Bild var Nordens enda kvinnliga idrottstidning. Den syftade att stödja och främja den kvinnliga idrotten och bli kvinnoidrottens eget organ. Damsporten kom ut månadsvis men hade som ambition att bli en veckotidning, något som aldrig genomfördes. Efter nio nummer tvingades redaktören Gösta Key-Åberg lägga ner tidningen på grund av bristande ekonomi. Septembernumret år 1930 blev tidningen sista nummer.
I tidningens septembernummer möts läsaren på första uppslaget av rubriken "Bort med herrarna från damernas idrottsplats!". Svenska Idrottsförbundets ordförande Bo Ekelund intervjuas och berättar om sitt tidigare motstånd mot damidrotten men menar nu att han helt ändrat uppfattning. Han ser idrotten som ett sunt inslag i kontors- och fabriksflickornas tunga innearbete. Artikelförfattaren tycker att slungbollen passar kvinnorna men finner att det vore mest lämpligt om spjutkastningen självdog.
Numret presenterar de svenska mästerskapstävlingarna i friidrott som gått av stapeln i Norrköping. Maj Jacobsson, Ruth Svedberg, Inga Gentzel, Brita Lovén, Maud Sundberg, Elsa Svensson, Bride Adams-Ray är några av alla de rekordhållande kvinnor som deltog. I artikeln står att läsa:
"En gammal roué på idrott, som under årens lopp hunnit följa dess marsch uppåt och utåt, dess avarter och vinster, sett stjärnsystemets mjäkighet, divalaterna, ömtåligheten, gnatet och tjatet hos de manliga stjärnorna blev faktiskt varm om hjärtat. Så mycket kraft tilltroddes inte en "svag, bräcklig" kvinnokropp. Inte heller sådan styrka och sådan spänst. Denna kvinnliga kampvillighet, fullständigt fri från allt effektsökeri och allt äckligt publikfrieri, måste fånga åskådaren, och det var bara skada , att en större allmänhet inte vågade övervara tävlingarna. En bättre propaganda för damidrotten stod nämligen ej att få".
Tidningen rapporterar även om en engelsk kanalsimmerska, Peggy Duncan, och om DM-tävlingar i allmän idrott i Köping.
Damsporten var inte en renodlad idrottstidning utan innehöll även nöjesartiklar. I detta nummer presenterar de nya filmerna "Skepparn är kär" och "Flickan från Värmland" och ljudfilmerna "När kärleken vaknar" och "Zigenarkärlek".